# Cubo del Revellín (Logroño)
<<No se debe confundir con El Cubo, barrio de Logroño o con las Murallas del Revellín, resto de fortificaciones>>
El Cubo del Revellín es un cubo artillero ubicado en el Casco Antiguo de Logroño, que fue construido entre los años 1522 y 1524 bajo la dirección del Maestro Lope de Insturizaga. Fue financiado mediante una sisa decretada por el concejo y la concesión de un juro por parte del emperador Carlos V a la ciudad de Logroño, recompensando así la resistencia ofrecida por los ciudadanos ante el cerco del ejército franconavarro en 1521.

## Contexto
Durante el comienzo del reinado de Carlos V "la guerra obligó al emperador a proteger sus fronteras", pero no de cualquier manera. Y es que "la evolución de la artillería obligó a una transformación radical de las fortificaciones". La confluencia de ambos procesos convirtió los límites de la monarquía en un "campo de experimentación de la nueva arquitectura militar", dando a luz la denominada por los especialistas como "fortificación de transición". El Cubo del Revellín sería uno de sus ejemplos más tardíos. Su construcción se inició después del ataque de un ejército franconavarro liderado por el general André de Foix, señor de Asparros, en la primavera de 1521. Pese al fracaso de esta tercera tentativa de recuperar el reino de Navarra para la dinastía Albret, especialmente en el cerco de Logroño (5-11 de junio) y en la batalla de Noáin (30 de junio), las autoridades castellanas comprendieron la importancia estratégica de la ciudad de Logroño, conocida por aquel entonces como la "llave de Castilla", así como la debilidad de sus murallas medievales. Por ello, se decidió iniciar un proceso de renovación de sus fortificaciones en el que la construcción del Cubo del Revellín, sería su primera parte.

## Proceso constructivo
Las obras se llevaron a cabo entre 1522 y 1524. Las conocemos con mucho detalle gracias a una fuente documental de excepción: una cuenta de gastos de la muralla conservada en el Archivo General de Simancas. En ella se especifican todos los pagos efectuados a canteros, obreros o mozas; así como los gastos devenidos de la adquisición de herramientas, del alquiler de bestias de carga o de la compra de materiales. También se mencionan nombres propios, como el de los veedores. En 1522 es Juan de Viana; en 1523, además de este, Antonio de Torres y Diego de Sepúlveda; en 1524, repite Viana y se suma el maestre Juan. También es posible detectar un incremento de la actividad en el cubo conforme avanza el tiempo. Se deduce del número de carretadas de piedra adquiridas: 770 en 1522; 1.745 en 1523; 2.729 en 1524. En este último año, los trabajos se extendieron al lienzo de muralla anexo al cubo y a su Puerta del Camino, elemento que todavía se conserva en la actualidad y que centraría los esfuerzos constructivos durante 1525.

## Financiación
Ya en tiempos de los Reyes Católicos la ciudad de Logroño había recibido diferentes mercedes con el fin de acopiar recursos para el mantenimiento de sus defensas. En 1498 una cédula permitía a las autoridades locales a emplear las penas de cámara para su reparación y la erección de "cubos y baluartes". Cuatro años después, estos mismos soberanos concedían una sisa por dos años para remediar "el muro que está hasta la parte del río Ebro".
Sin embargo, una obra tan ambiciosa como el cubo exigía nuevas fuentes de financiación. Así, el concejo dictaminó una nueva sisa que resultó bastante polémica por incluir a los clérigos de la ciudad, quienes llegaron a declararse en "huelga", cesando los oficios divinos (incluidos los entierros) para evitar tener que costearla.
Mucho más importante fue la aportación del emperador, quien concedió a Logroño un juro anual por valor de 218.750 maravedís que había sido incautado al mariscal de Navarra tras su participación en la revuelta alentada por André de Foix y sus tropas. Su devolución al antiguo propietario en 1525, tras ser perdonado, marcaría la parálisis de las obras en el resto del perímetro defensivo logroñés, que nunca llegaría a completarse.

## Artífices
La cuenta de gastos de la muralla de Logroño no deja lugar a dudas sobre quién fue el maestro cantero encargado de las obras: Lope de Isturizaga. Es mencionado explícitamente en varios registros, como en uno de 1522 donde se indica que "se gastó en los jornales y salarios del maestre Lope cantero, maestro de las obras, 20.536, y son por 117 días que estaba acá en la obra, a 4 reales cada día, y más tres días que pudo estar en venir desde San Sebastián a Logroño, a 4 reales cada un día, y más 62 días que ha estado fuera de la obra a 2 reales cada día, que montan todos los sobredichos 20.536 maravedís", u otro de 1524 que indica que se "dio en 29 de junio por otro libramiento al dicho maese Lope, 4.624 maravedís por el salario desde sábado a 7 de mayo que partió para Berlanga con licencia".
Efectivamente Isturizaga había estado trabajando en la fortificación de San Sebastián antes de ser llamado a Logroño y, así mismo, fue el encargado de supervisar la erección del castillo de Berlanga de Duero para el Condestable de Castilla. Las tres fortalezas guardan parecidos constructivos innegables y forman parte del conjunto de obras propias de la última fase de la "fortificación de transición".
Isturizaga era un experto destacado que había ejercido como visitador en el reino de Navarra entre 1516 y 1517, asesorando a Pedro de Malpaso en las fortificaciones de Pamplona, Maya, San Juan de Pie de Puerto, El Peñón, Irún, Monzón o Lumbier. Después de su paso por Logroño también intervendría en la reforma de las de Fuenterrabía o, nuevamente, Pamplona.
Lo que está por establecer definitivamente en la identidad de la persona que dio la traza del Cubo del Revellín. Según algunos especialistas podría haber sido Diego de Vera, Jefe Superior y Capitán de la Artillería entre 1506 y 1523. A favor de esta teoría, la colaboración entre Vera e Isturizaga en otros proyectos y la presencia de Vera en el cerco de Logroño en junio de 1521. Por otro lado, otros investigadores no descartan la participación de Benedetto de Rávena, quien en 1517 estuvo ocupándose de la fortificación de Pamplona.

## Descripción

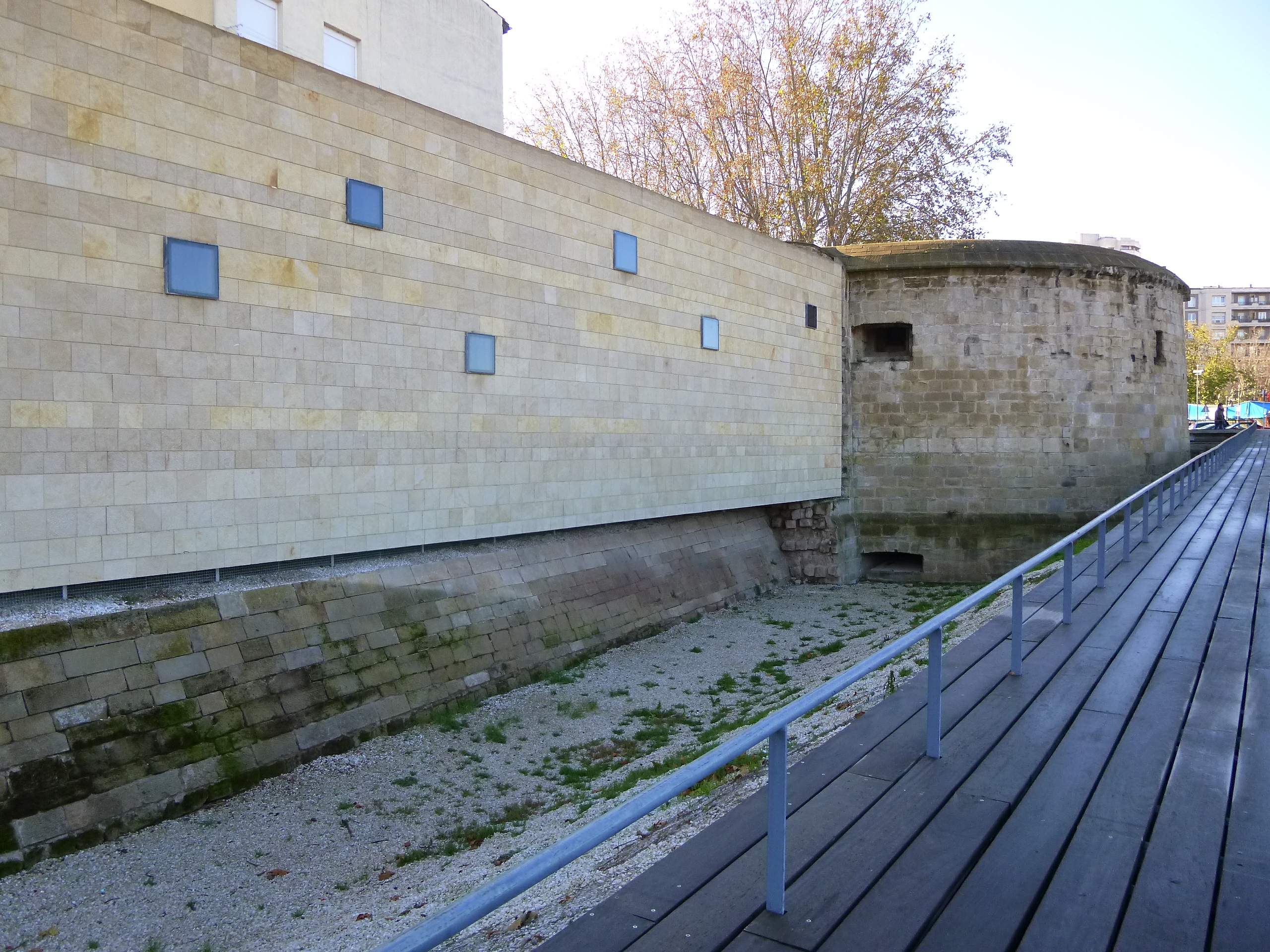
El Cubo del Revellín y sus Murallas

Su tipología es la de un cubo artillero, articulado alrededor de una triple plataforma formada por la combinación de un adarve y dos galerías de tiro con troneras, la superior sin techumbre permanente y la inferior bajo bóveda plana, destinadas ambas a hostigar a los asaltantes del foso.
El Cubo y su entorno constituyen sin ninguna duda los sectores mejor conservados de las murallas del Logroño del siglo XVI.
Por su cronología y sus características, el Cubo entra de lleno en lo que se denomina Fortificación de Transición, es decir, la fase que media entre los modos arquitectónicos medievales y las construcciones a la moderna, adaptadas ya a los escenarios de la guerra con armas de fuego y artillería pesada. 

## Partes

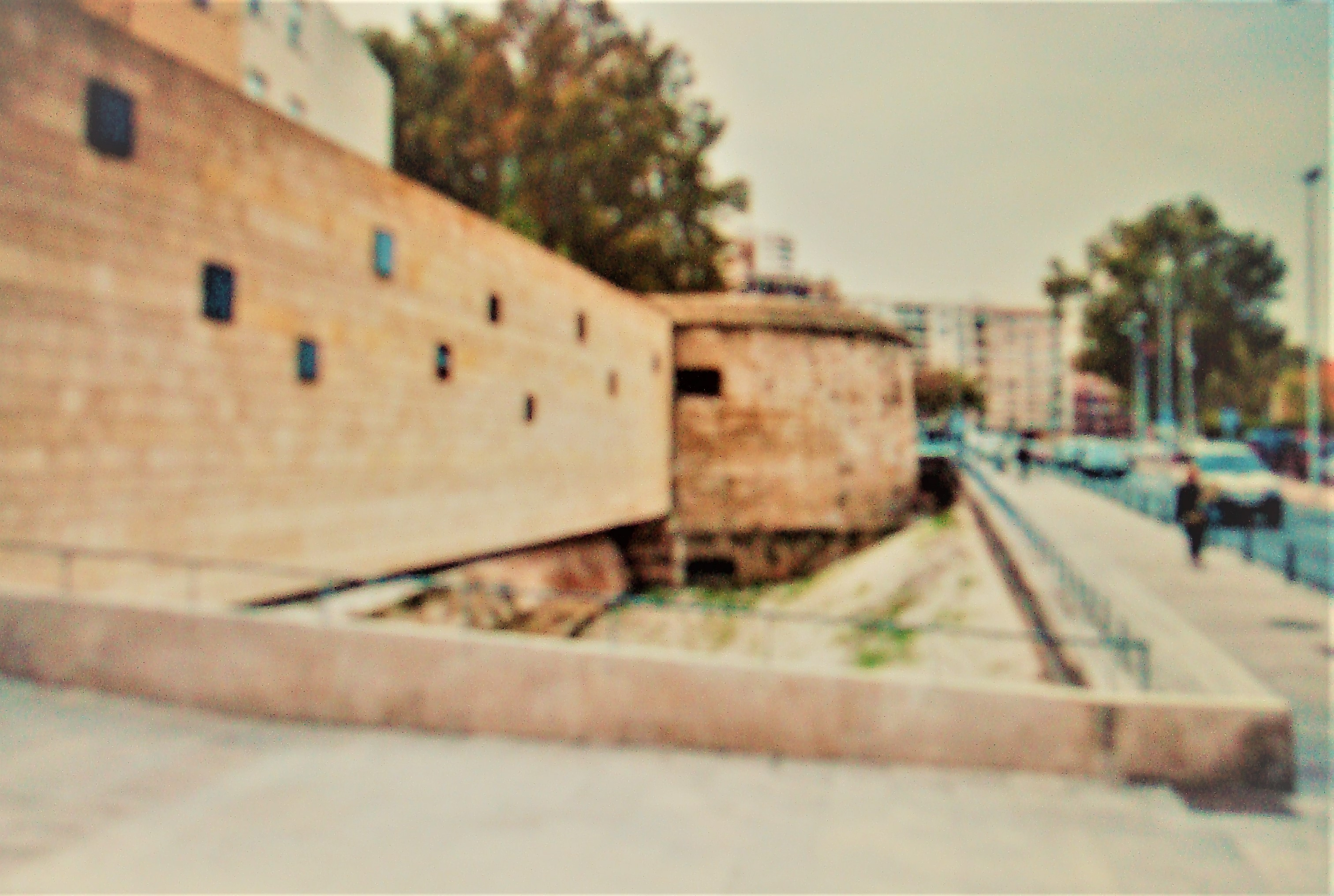
Cubo del Revellín contrastado con el Barrio de Zona Oeste (AVEZO).

El Cubo del Revellín se compone de varias partes que son:

### Plaza Superior de Tiro
Los cubos artilleros de transición presentan unas plazas de dimensiones modestas. Las plazas de planta circular dan paso desde mediados del siglo XVI a los grandes baluartes de plantas rectilíneas que favorecen el asiento de una artillería muy potente y la posibilidad de mover las piezas para facilitar el tiro. Estas dos plazas configuran, junto con Pamplona, los enclaves fundamentales de la defensa de Carlos V en la frontera norte de la península ibérica.

### Corredor de acceso
Es un largo pasillo que posibilita el camino directo entre el interior de la ciudad y la primera línea de defensa.

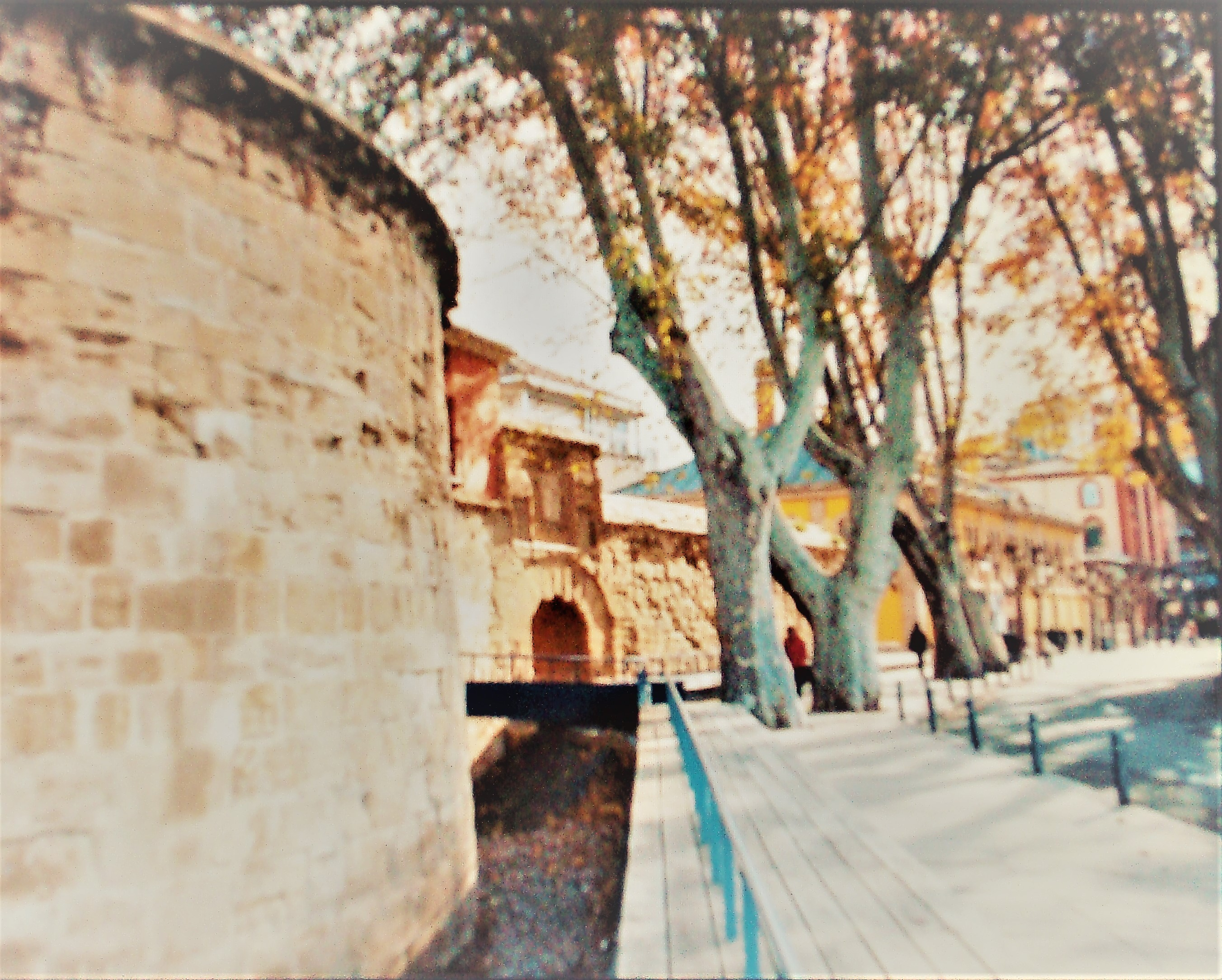
Entrada al Cubo Artillero

### Casamata o galería inferior de tiro
Uno de los elementos interesantes es un brocal embocado en una galería en la que se habilitaba una reserva de agua utilizada para la refrigeración de las armas en combate. Además de cumplir esta función, es muy probable que en esta zona se abriera una galería de escucha o galería contramina, un procedimiento para detectar primero y contrarrestar después las acciones de zapa de los sitiadores.

### Foso
Es el elemento clave de la defensa en los asedios. La toma de la cava suponía en la práctica la caída del enclave a manos de los asaltantes puesto que desde él resultaba relativamente sencillo provocar el derrumbe de las murallas mediante minado y la entrada de las tropas asaltantes a la plaza sitiada. Sobre la preservación de la cava gravita en gran parte el diseño de las fortificaciones de transición. Son fosos anchos y no demasiados profundos delimitados por la escarpa y la contraescarpa, que tratan de mantener a distancia a los sitiadores.

## Muralla delsigloXVI[14]
La definitiva anexión del reino de Navarra a la corona española y la progresiva pacificación de la frontera septentrional significaron, en el largo plazo, una paulatina pérdida de peso estratégico de la ciudad. El cubo artillero junto a la Puerta del Camino, decorada con el escudo del emperador Carlos  y los escudos de la ciudad, lograron subsistir gracias a su gran solidez constructiva y al hecho de que esta zona estuviera, en el siglo XIX, bajo jurisdicción militar.

### El Lateral Oriental del Cubo del Revellín
La demolición del antiguo Frontón del Revellín facilitó la realización de excavaciones arqueológicas que han permitido recomponer la trayectoria histórica de esta zona de Logroño. Para entender este espacio, es necesario saber que en el siglo XVI el Cubo y las murallas del Revellín pretendían ser el primer paso de un proceso de renovación de las defensas de la ciudad que nunca llegó a completarse. Ello supuso la conversión de la ciudad en plaza fuerte de la retaguardia francesa y la realización de obras de refuerzo y transformación de las murallas.

## Reformas Constructivas
El Cubo del Revellín también sufrió con posterioridad transformaciones constructivas:
- En 1884 fue construido un frontón en su lateral oriental.
- El arquitecto Fermín Álamo construyó en 1930 varios pisos adosados al Cubo artillero.

- José María Carreras levantó otro edificio de viviendas sobre la estructura del Cubo.

Como se recuerda de estas edificaciones, demolidas en 1982, en la galería superior de tiro se conserva un bajo relieve que esculpió Alejandro Rubio Dalmati cuando tuvo su taller en el Cubo durante los años 30.
- Posteriormente, el Frontón se reconvirtió en 1940 en el Cine Frontón.

El Cubo del Revellín tal vez ha llegado hasta nuestros días, aparte de por su excelente calidad constructiva, porque los logroñeses supieron ir adaptándolo a las necesidades urbanísticas de cada época.
En el Cubo del Revellín, el Ayuntamiento de Logroño ha realizado varias intervenciones; la primera en el año 2006 y la segunda en el año 2010. Gracias a la rehabilitación del edificio que se hizo en el 2006 se consiguió que llegara al gran público pudiéndose visitar. Posteriormente en el año 2010 se derribó el Frontón del Revellín y se amplió el edificio con la construcción de una sala de proyecciones audiovisuales.
La demolición del Frontón permitió el hallazgo de restos arqueológicos correspondientes a tres periodos históricos diferentes:
- Los restos de una muralla anterior al siglo XVI, que posteriormente se uniría al Cubo, mediante una solución arquitectónica de baja calidad.
- El Cubo del Revellín y la Puerta del Camino, construidos en el siglo XVI, como parte de la renovación de la muralla que nunca llegó a completarse.
- Un tramo de muralla que, según todos los indicios, pudo construirse como defensa contra el ejército de Napoleón durante la Guerra de la Independencia.